# Can Milans del Bosc
Can Milans del Bosc és una masia de Sant Vicenç de Montalt (Maresme) inclosa a l'Inventari del Patrimoni Arquitectònic de Catalunya.

## Descripció
Casa aïllada. Casa pairal dels Milans del Bosc. Data del segle xvii, però s'hi han anat afegint altres construccions. La casa és de planta baixa i dos pisos. La coberta és a quatre aigües. Té una església annexa i un recinte fortificat que l'envolta. Hi ha torricons de guaita i merlets en les coronacions. Malauradament han desaparegut els documents que hi havia i els mobles de dins la casa.